# Rwamagashwa
Rwamagashwa är ett vattendrag i Burundi.   Det ligger i provinsen Cibitoke, i den nordvästra delen av landet, 90 kilometer norr om huvudstaden Bujumbura.
Omgivningarna runt Rwamagashwa är en mosaik av jordbruksmark och naturlig växtlighet. Runt Rwamagashwa är det tätbefolkat, med 286 invånare per kvadratkilometer.